# Ryan Bayda
Pour les articles homonymes, voir Bayda.
Ryan Bayda (né le 9 décembre 1980 à Saskatoon, dans la province de la Saskatchewan au Canada) est un joueur professionnel de hockey sur glace évoluant à la position d'ailier gauche.

## Carrière
Après une saison passée avec les Vipers de Vernon de la Ligue de hockey de la Colombie-Britannique où il remporta le titre de recrue de l'année en 1999, Ryan Bayda rejoint l'année suivante les Fighting Sioux de North Dakota, club évoluant dans la Western Collegiate Hockey Association, division de la NCAA. Au terme de cette saison, il se voit obtenir une place sur l'équipe d'étoiles des recrues de la WCHA et au cours de l'été suivant, est réclamé par les Hurricanes de la Caroline qui font de lui leur choix de troisième ronde lors du repêchage de la Ligue nationale de hockey de 2000.
Devenant joueur professionnel au terme de la saison 2001-2002, il rejoint pour les séries éliminatoires le club affilié aux Canes dans la Ligue américaine de hockey, les Lock Monsters de Lowell. Il fait ses débuts dans la grande ligue dès la saison suivante prenant part à 25 rencontres avec la Caroline.
Il reste avec l'organisation des Hurricanes jusqu'en 2009, partageant son temps de jeu entre ces derniers et leurs différent clubs affiliés dans la LAH. À l'aube de la saison 2009-2010 et après un cours essai infructueux avec les Blues de Saint-Louis lors de la pré-saison, Bayda accepte un contrat à titre d'agent libre avec les Penguins de Pittsburgh. Il demeure avec l'organisation pour une saison avant de se joindre aux Ice Tigers de Nuremberg de la DEL en Allemagne.

## Statistiques
| Saison     | Équipe                            | Ligue      |     | Saison régulière | Saison régulière | Saison régulière | Saison régulière | Saison régulière |   | Séries éliminatoires | Séries éliminatoires | Séries éliminatoires | Séries éliminatoires | Séries éliminatoires |
| Saison     | Équipe                            | Ligue      | PJ  | B                | A                | Pts              | Pun              | PJ               | B | A                    | Pts                  | Pun                  |                      |                      |
| 1998-1999  | Vipers de Vernon                  | LHCB       | 45  | 24               | 58               | 82               | 15               | -                | - | -                    | -                    | -                    |                      |                      |
| 1999-2000  | Fighting Sioux de North Dakota    | WCHA       | 44  | 17               | 23               | 40               | 30               | -                | - | -                    | -                    | -                    |                      |                      |
| 2000-2001  | Fighting Sioux de North Dakota    | WCHA       | 46  | 25               | 34               | 59               | 48               | -                | - | -                    | -                    | -                    |                      |                      |
| 2001-2002  | Fighting Sioux de North Dakota    | WCHA       | 37  | 19               | 28               | 47               | 52               | -                | - | -                    | -                    | -                    |                      |                      |
| 2001-2002  | Lock Monsters de Lowell           | LAH        | 3   | 1                | 1                | 2                | 0                | 5                | 3 | 0                    | 3                    | 0                    |                      |                      |
| 2002-2003  | Hurricanes de la Caroline         | LNH        | 25  | 4                | 10               | 14               | 16               | -                | - | -                    | -                    | -                    |                      |                      |
| 2002-2003  | Lock Monsters de Lowell           | LAH        | 53  | 11               | 32               | 43               | 32               | -                | - | -                    | -                    | -                    |                      |                      |
| 2003-2004  | Hurricanes de la Caroline         | LNH        | 44  | 3                | 3                | 6                | 22               | -                | - | -                    | -                    | -                    |                      |                      |
| 2003-2004  | Lock Monsters de Lowell           | LAH        | 34  | 7                | 15               | 22               | 28               | -                | - | -                    | -                    | -                    |                      |                      |
| 2004-2005  | Lock Monsters de Lowell           | LAH        | 80  | 13               | 27               | 40               | 91               | 9                | 3 | 3                    | 6                    | 4                    |                      |                      |
| 2005-2006  | Moose du Manitoba                 | LAH        | 59  | 13               | 25               | 38               | 52               | 13               | 1 | 6                    | 7                    | 27                   |                      |                      |
| 2006-2007  | Hurricanes de la Caroline         | LNH        | 9   | 1                | 1                | 2                | 2                | -                | - | -                    | -                    | -                    |                      |                      |
| 2006-2007  | River Rats d'Albany               | LAH        | 55  | 29               | 25               | 54               | 66               | 5                | 3 | 2                    | 5                    | 4                    |                      |                      |
| 2007-2008  | Hurricanes de la Caroline         | LNH        | 31  | 3                | 3                | 6                | 28               | -                | - | -                    | -                    | -                    |                      |                      |
| 2007-2008  | River Rats d'Albany               | LAH        | 21  | 7                | 10               | 17               | 6                | -                | - | -                    | -                    | -                    |                      |                      |
| 2008-2009  | Hurricanes de la Caroline         | LNH        | 70  | 5                | 7                | 12               | 26               | 15               | 2 | 2                    | 4                    | 18                   |                      |                      |
| 2009-2010  | Penguins de Wilkes-Barre/Scranton | LAH        | 21  | 8                | 3                | 11               | 14               | -                | - | -                    | -                    | -                    |                      |                      |
| 2010-2011  | Ice Tigers de Nuremberg           | DEL        | 52  | 17               | 24               | 41               | 70               | 2                | 0 | 1                    | 1                    | 0                    |                      |                      |
| 2011-2012  | Ice Tigers de Nuremberg           | DEL        | 15  | 1                | 1                | 2                | 6                | -                | - | -                    | -                    | -                    |                      |                      |
| 2012-2013  | Ice Tigers de Nuremberg           | DEL        | 50  | 9                | 22               | 31               | 36               | 3                | 0 | 0                    | 0                    | 2                    |                      |                      |
| 2013-2014  | Augsburger Panther                | DEL        | 49  | 18               | 23               | 41               | 36               | -                | - | -                    | -                    | -                    |                      |                      |
| 2014-2015  | Augsburger Panther                | DEL        | 6   | 4                | 6                | 10               | 6                | -                | - | -                    | -                    | -                    |                      |                      |
| 2015-2016  | Straubing Tigers                  | DEL        | 44  | 13               | 13               | 26               | 49               | 6                | 0 | 1                    | 1                    | 0                    |                      |                      |
| Totaux LNH | Totaux LNH                        | Totaux LNH | 179 | 16               | 24               | 40               | 94               | 15               | 2 | 2                    | 4                    | 18                   |                      |                      |

## Honneurs et trophées
- Ligue de hockey de la Colombie-Britannique
  - Nommé recrue de l'année en 1999.
- Western Collegiate Hockey Association
  - Nommé dans l'équipe d'étoiles des recrues en 2000.
  - Nommé dans la deuxième équipe d'étoiles en 2001 et 2002.

### Transactions en carrière
- 2000 : repêché par les Hurricanes de la Caroline (3e choix de l'équipe, 80e au total).
- 28 septembre 2009 : signe à titre d'agent libre avec les Penguins de Pittsburgh.
- 18 juillet 2010 : signe à titre d'agent libre avec les Ice Tigers de Nuremberg.